# 大須賀昭人
大須賀 昭人（おおすが あきと、1961年7月13日 - ）は、日本の元俳優。本名同じ。
東京都足立区北千住出身。東洋カイロプラクティック専門学院卒業。オフィスウィズに所属していた。

## 来歴
大学浪人中に見た本がきっかけで、ジャパンアクションクラブ（JAC）のメンバー募集に応募し合格。1981年5月、JACに第12期生として入団する。主な活動はアクションセッティングで、最初に現場に出たのは『大戦隊ゴーグルファイブ』（テレビ朝日）だった。
1983年、映画『伊賀野カバ丸』（東映）で役者デビュー。『宇宙刑事シャリバン』（テレビ朝日）で戦闘員ファイトローやエキストラを演じた後、1984年に『超電子バイオマン』（同）に南原竜太 / ブルースリー 役でレギュラー出演を果たす。
26歳でJACを退団後も俳優として活動していたが、30代に入り芸能界を引退。その後、結婚を機に整体師を志し、地元の東京・北千住に東洋カイロプラクティック・大須賀センターを開業し院長を務める。また、2000年代に入ってからは特撮関連のトークショーにも参加している。

## 人物・エピソード
趣味は、音楽鑑賞。特技は、ラグビー、剣道。ラグビーは高校時代にやっており、その他のスポーツも並以上に出来ていたと体育教師のお墨付きを貰っていたという。
『バイオマン』のオーディションでは、翌年の『兄弟拳バイクロッサー』で水野銀次郎 / バイクロッサー・ギン役を演じたJACの同期メンバーの土家歩と役を争い、その結果、大須賀が役を射止めた。本格的な芝居は初めてだったため、特に郷史朗 / レッドワン役の阪本良介には演技の基本から教わり感謝の弁を述べている。阪本は、大須賀がJACの先輩に囲まれて主演の一人を演じなければならない難しい立場だったことを証言しており、本人と役の性格が異なっていたことからもっと明るく面白い三枚目のイメージを出すようアドバイスしたと述べている。

## 出演

### テレビドラマ
- 激闘! カンフーチェン（1983年、YTV）
- 大戦隊ゴーグルファイブ（1982年 - 1983年、ANB） - マダラマン[4]
- 超電子バイオマン（1984年 - 1985年、ANB） - 南原竜太 / ブルースリー
- 影の軍団 幕末編 第39話「サムライ、荒野の落日」（1985年、KTV）
- 徳川風雲録 御三家の野望 （1986年、TX） - 粉河の小三郎
- 水戸黄門 第16部 第9話「闇を裂く忍びの死闘 -吉野-」・第10話「悪を断った鍾馗の舞 -若山-」 （1986年、TBS） - 孫六
- ドラマ・女の四季 / 妻の家出（1987年、TX）
- 土曜ワイド劇場 / 人妻殺し（1989年、ANB） - 喫茶店の店員
- 大河ドラマ（NHK）
  - 太平記 第18回「帝の脱出」（1991年） - 重臣
  - 信長 KING OF ZIPANGU 第4回「切腹」（1992年） - 若侍
- 特捜ロボ ジャンパーソン 第11話「弱虫戦士の微笑」（1993年、ANB） - 武上の部下

### 映画
- 伊賀野カバ丸（1983年、東映） - 高田
- 劇場版 超電子バイオマン（1984年、東映） - 南原竜太 / ブルースリー
- 俺ら東京さ行ぐだ（1985年、松竹）- 隆
- 誘惑者（1989年、ヘラルド・エース・日本ヘラルド映画）
- あの夏、いちばん静かな海。（1991年、東宝） - 警察官

### 舞台
- JACミュージカル 酔いどれ公爵（1985年、新宿コマ劇場） - 民衆B
- 午前3時のティータイム（1986年） - ジョディ
- ハムレット（1990年、日生劇場） - 従臣・兵士